# Захарова Світлана Авдіївна
Світла́на Авді́ївна Заха́рова (нар. 24 квітня 1926, Київ) — український філолог, літературознавець, лауреат Шевченківської премії 1990 року — разом з Л. Є. Махновцем, В. І. Юрчишиним, В. А. Кононенком, Л. І. Ільченко — за підготовку та випуск видання «Літопис руський».

## Біографія
1951 року закінчила Київський університет. В 1951—1989 роках працювала у видавництві «Дніпро».
Здійснювала літературне редагування таких видань:
- «Антологія української поезії» (1957),
- «Михайло Коцюбинський» (1965),
- «Твори» В. Сосюри (1970—1972),
- «Твори» С. Васильченка (1974),
- «Твори» Марка Вовчка (1975),
- «Твори» М. Коцюбинського (1979),
- «Твори» Шевченко Т. Шевченка (1978—1979, та 1984—1985),
- «На крилах поезії» (1982),
- «Літопис руський» (1989).